# Anti-Money Laundering Authority
Anti-Money Laundering Authority (kurz: AMLA) ist die englischsprachige Bezeichnung für eine Behörde der Europäischen Union (EU) mit Sitz in Frankfurt am Main. Ihre Büroräume befinden sich im Messeturm im Stadtteil Westend. Die AMLA ist im Bereich der Bekämpfung von Geldwäsche und der Terrorismusfinanzierung zuständig. Sie soll die jeweiligen nationalen staatlichen Aufsichtsbehörden bei der Umsetzung des sogenannten „Geldwäschepakets“, insbesondere der Einhaltung einer Bargeldobergrenze in der Europäischen Union, unterstützen. Für den Zeitraum 2024 bis 2027 wurde für die AMLA ein Haushalt von rund 119 Millionen Euro veranschlagt. Die AMLA erwartet Ende 2027  ihre vollständige Kapazität von 432 Mitarbeitern.

## Sitz
Die Europäische Kommission hat 2021 eine Verordnung hinsichtlich der Bekämpfung von Geldwäsche vorgelegt, die die Errichtung einer neuen entsprechend zuständigen EU-Behörde zum Ziel hat.
Am 28. September 2023 hat die Europäische Kommission den Aufruf zur Einreichung von Bewerbungen für einen Standort der geplanten Behörde veröffentlicht. Bis zum 10. November 2023 konnten die Mitgliedsstaaten der Europäischen Union ihre Bewerbungen einreichen. Am 13. Dezember 2023 wurde zwischen dem Rat der Europäischen Union und dem Europäischen Parlament eine vorläufige Einigung über die Verordnung erzielt. Insgesamt haben sich neun Mitgliedsstaaten für den Standort der AMLA beworben: Belgien (Brüssel), Deutschland (Frankfurt am Main), Irland (Dublin), Spanien (Madrid), Frankreich (Paris), Italien (Rom), Lettland (Riga), Litauen (Vilnius) und Österreich (Wien). Der deutsche Bundesfinanzminister Christian Lindner (FDP) hob für den Standort Frankfurt am Main unter anderem die erstklassige Infrastruktur, modernste Technologie und Vernetzung sowie räumliche Nähe zur Europäischen Zentralbank (EZB) und zur Europäischen Aufsichtsbehörde für das Versicherungswesen und die betriebliche Altersversorgung (EIOPA) hervor.
Die Europäische Kommission hat die Bewerbungen geprüft und im Januar 2024 eine Stellungnahme zu den Bewerbungen bzw. den Standorten veröffentlicht. Am 22. Februar 2024 haben sich der Rat der Europäischen Union und die Europäische Kommission auf Frankfurt am Main als zukünftigen Standort der AMLA geeinigt.
Mit der Verordnung (EU) 2024/1620 vom 31. Mai 2024 wurde die Behörde zur Bekämpfung von Geldwäsche und Terrorismusfinanzierung errichtet. Gemäß Artikel 4 hat sie ihren Sitz in Frankfurt am Main, Deutschland.
Die Verordnung (EU) 2024/1620 regelt außerdem die Aufgaben und Befugnisse der AMLA, ihre Organisation, ihren Haushalt und das Personal. Die Amts- und die Arbeitssprachen sind Deutsch, Französisch, Italienisch und Niederländisch. Die von der Behörde benötigten Übersetzungsleistungen erbringt das Übersetzungszentrum für die Einrichtungen der Europäischen Union.